# Empodium plicatum
Empodium plicatum là một loài thực vật có hoa trong họ Hypoxidaceae. Loài này được (Thunb.) Garside mô tả khoa học đầu tiên năm 1950.

## Hình ảnh

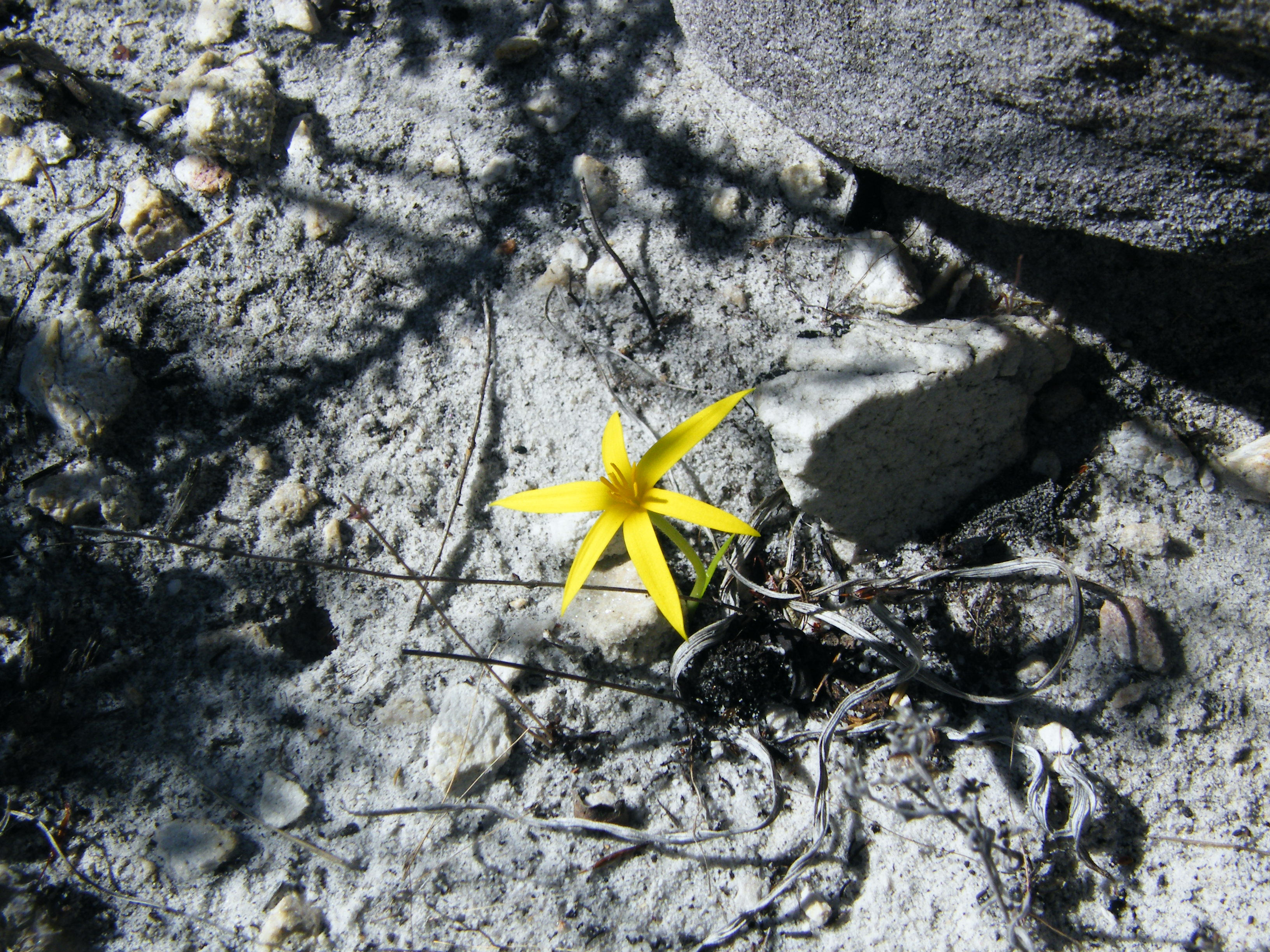